# Julien Escudé
Julien Escudé (Chartres, 17 agosto 1979) è un ex calciatore francese, di ruolo difensore.
È il fratello del tennista Nicolas Escudé.
Dal 2012 al 2014 ha giocato in Turchia, nel Beşiktaş, mentre in precedenza ha militato nelle file di Cannes, Rennes, Ajax e Siviglia.
Sulla maglietta, al posto del cognome, porta la scritta Sqd, che in francese si legge proprio come es-cu-dé.

## Carriera
A 21 anni, nella stagione 1998-1999, gioca in patria nelle file del Cannes dove scende in campo 21 volte. L'anno dopo si trasferisce allo Stade Rennais FC, in cui rimane sino alla stagione 2002-2003: gioca quindi per quattro campionati con la squadra del nord della Francia, collezionando un totale di 111 presenze senza segnare reti. Nella stagione 2003/2004 si trasferisce in Olanda, per giocare con la squadra di Amsterdam, l'Ajax. Rimane nei Paesi Bassi 2 stagioni e sigla 6 reti in 61 partite. Inizia con l'Ajax la stagione 2005/2006, ma dopo solo due partite i lancieri cedono Escudé al Siviglia. Durante il primo anno il difensore transalpino gioca 16 partite senza mai segnare reti, l'anno successivo conta 30 presenze e una rete realizzata. Dopo aver rescisso il contratto con il Siviglia Escudé si trasferisce al Besiktas. Il 3 settembre 2014 annuncia il suo ritiro dall'attività agonistica.

## Palmarès

### Club

#### Competizioni nazionali
- Campionato olandese: 1

Ajax: 2003-2004
- Supercoppa dei Paesi Bassi: 1

Ajax: 2005
- Coppa di Spagna: 2

Siviglia: 2006-2007, 2009-2010
- Supercoppa di Spagna: 1

Siviglia: 2007

#### Competizioni internazionali
- Coppa UEFA: 2

Siviglia: 2005-2006, 2006-2007
- Supercoppa UEFA: 1

Siviglia: 2006

## Statistiche

### Cronologia presenze e reti in nazionale
| Cronologia completa delle presenze e delle reti in nazionale ― Francia | Cronologia completa delle presenze e delle reti in nazionale ― Francia | Cronologia completa delle presenze e delle reti in nazionale ― Francia | Cronologia completa delle presenze e delle reti in nazionale ― Francia | Cronologia completa delle presenze e delle reti in nazionale ― Francia | Cronologia completa delle presenze e delle reti in nazionale ― Francia | Cronologia completa delle presenze e delle reti in nazionale ― Francia | Cronologia completa delle presenze e delle reti in nazionale ― Francia |
| Data                                                                   | Città                                                                  | In casa                                                                | Risultato                                                              | Ospiti                                                                 | Competizione                                                           | Reti                                                                   | Note                                                                   |
| ---------------------------------------------------------------------- | ---------------------------------------------------------------------- | ---------------------------------------------------------------------- | ---------------------------------------------------------------------- | ---------------------------------------------------------------------- | ---------------------------------------------------------------------- | ---------------------------------------------------------------------- | ---------------------------------------------------------------------- |
| 11-10-2006                                                             | Montbéliard                                                            | Francia                                                                | 5 – 0                                                                  | Fær Øer                                                                | Qual. Euro 2008                                                        | -                                                                      |                                                                        |
| 7-2-2007                                                               | Saint-Denis                                                            | Francia                                                                | 0 – 1                                                                  | Argentina                                                              | Amichevole                                                             | -                                                                      |                                                                        |
| 28-3-2007                                                              | Saint-Denis                                                            | Francia                                                                | 1 – 0                                                                  | Austria                                                                | Amichevole                                                             | -                                                                      |                                                                        |
| 8-9-2007                                                               | Milano                                                                 | Italia                                                                 | 0 – 0                                                                  | Francia                                                                | Qual. Euro 2008                                                        | -                                                                      |                                                                        |
| 12-9-2007                                                              | Saint-Denis                                                            | Francia                                                                | 0 – 1                                                                  | Scozia                                                                 | Qual. Euro 2008                                                        | -                                                                      |                                                                        |
| 6-2-2008                                                               | Malaga                                                                 | Spagna                                                                 | 1 – 0                                                                  | Francia                                                                | Amichevole                                                             | -                                                                      | 46’                                                                    |
| 27-5-2008                                                              | Grenoble                                                               | Francia                                                                | 2 – 0                                                                  | Ecuador                                                                | Amichevole                                                             | -                                                                      | 46’                                                                    |
| 2-6-2009                                                               | Saint-Étienne                                                          | Francia                                                                | 0 – 1                                                                  | Nigeria                                                                | Amichevole                                                             | -                                                                      |                                                                        |
| 5-6-2009                                                               | Lione                                                                  | Francia                                                                | 1 – 0                                                                  | Turchia                                                                | Amichevole                                                             | -                                                                      |                                                                        |
| 12-8-2009                                                              | Tórshavn                                                               | Fær Øer                                                                | 0 – 1                                                                  | Francia                                                                | Qual. Mondiali 2010                                                    | -                                                                      |                                                                        |
| 14-10-2009                                                             | Saint-Denis                                                            | Francia                                                                | 3 – 1                                                                  | Austria                                                                | Qual. Mondiali 2010                                                    | -                                                                      |                                                                        |
| 18-11-2009                                                             | Saint-Denis                                                            | Francia                                                                | 1 – 1 dts                                                              | Irlanda                                                                | Qual. Mondiali 2010                                                    | -                                                                      | 9’                                                                     |
| 3-3-2010                                                               | Saint-Denis                                                            | Francia                                                                | 0 – 2                                                                  | Spagna                                                                 | Amichevole                                                             | -                                                                      |                                                                        |
| Totale                                                                 |                                                                        | Presenze                                                               | 13                                                                     |                                                                        | Reti                                                                   | 0                                                                      |                                                                        |